# 서의성 나들목
서의성 나들목(W.Uiseong IC)은 경상북도 의성군 단북면 정안리와 연제리에 걸쳐 있는 서산영덕고속도로의 27번 나들목이다. 의성군 단북면, 다인면, 안계면, 단밀면, 구천면 등지로 진출할 수 있으며, 2016년 12월 26일에 개통되었다.

## 연혁
- 2010년 5월 11일 : 나들목 신설을 위해 의성군 도시계획시설 교통광장에 단북면 연제리 일원을 서의성 나들목으로 고시[1]
- 2016년 12월 23일 : 개통일을 12월 26일로 연기[2]
- 2016년 12월 26일 : 서산영덕고속도로 상주 ~ 영덕 구간 개통과 함께 영업 개시[3]

## 구조물 정보
- 위치: 경상북도 의성군 단북면 정안리, 연제리
- 영업소: 경상북도 의성군 단북면 서부로 1997-19

## 접속하는 도로
- 국도 제28호선 (서부로)

## 교통량 정보
| 요금소          | 통행량 (대/일) | 통행량 (대/일) | 통행량 (대/일) | 통행량 (대/일) | 각주  |
| 요금소          | 2016년         | 2017년         | 2018년         | 2019년         | 각주  |
| --------------- | -------------- | -------------- | -------------- | -------------- | ----- |
| 서의성 (폐쇄식) | 1,024          | 957            | 995            | 1,070          | [ 4 ] |